# Saison 4 de Power
Chronologie
Saison 3 Saison 5
Cet article présente le guide des épisodes de la quatrième saison de la série télévisée américaine Power. 

## Généralités
- Aux États-Unis, cette saison a été diffusée du 25 juin au 27 août 2017 sur Starz.
- Au Canada, elle a été diffusée en simultané sur Super Channel.
- En France, elle a été diffusée en version multilingue du 26 juin au 28 août 2017 sur OCS Choc.

## Distribution

### Acteurs principaux
- Omari Hardwick (VF : Michelangelo Marchese) : James « Ghost » St. Patrick
- Lela Loren (VF : Sandrine Henry) : Angela Valdez
- Naturi Naughton (VF : Cécile Florin) : Tasha St. Patrick
- Joseph Sikora (VF : Simon Duprez) : Tommy Egan
- Adam Huss (en) (VF : Sébastien Hébrant) : Josh Kantos
- Shane Johnson (en) : Cooper Saxe
- J.R. Ramirez : Julio
- Rotimi : Dre
- David Fumero : Mike Sandoval
- 50 Cent : Kanan
- Jerry Ferrara : Joe Proctor
- Michael Rainey Jr. : Tariq St. Patrick
- Alani « La La » Anthony : LaKeisha
- Matt Cedeño : Cristobal
- Sung Kang : John Mak

### Acteurs récurrents
- Diane Neal : Cynthia Sheridan
- Enrique Murciano : Felipe Lobos
- Anika Noni Rose : LaVerne « Jukebox » Thomas

## Épisodes

### Épisode 1:Quand je sortirai
- États-Unis /  Canada : 25 juin 2017 sur Starz[1] / Super Channel[2]
- France : 18 juillet 2017 sur OCS Choc[3]

- États-Unis : 1,68 million de téléspectateurs[4] (première diffusion)

### Épisode 2:Les choses ne vont pas s'arranger
- États-Unis /  Canada : 2 juillet 2017 sur Starz / Super Channel
- France : 3 juillet 2017 sur OCS Choc

- États-Unis : 1,44 million de téléspectateurs[5] (première diffusion)

### Épisode 3:Le genre d'homme que vous êtes
- États-Unis /  Canada : 9 juillet 2017 sur Starz / Super Channel
- France : 10 juillet 2017 sur OCS Choc

- États-Unis : 1,72 million de téléspectateurs[6] (première diffusion)

### Épisode 4:On est dans la même galère
- États-Unis /  Canada : 16 juillet 2017 sur Starz / Super Channel
- France : 17 juillet 2017 sur OCS Choc

- États-Unis : 1,72 million de téléspectateurs[7] (première diffusion)

### Épisode 5:Ne me remercie pas
- États-Unis /  Canada : 23 juillet 2017 sur Starz / Super Channel
- France : 24 juillet 2017 sur OCS Choc

- États-Unis : 1,79 million de téléspectateurs[8] (première diffusion)

### Épisode 6:Un homme nouveau
- États-Unis /  Canada : 30 juillet 2017 sur Starz / Super Channel
- France : 31 juillet 2017 sur OCS Choc

- États-Unis : 1,83 million de téléspectateurs[9] (première diffusion)

### Épisode 7:C'est toi qui m'as menti
- États-Unis /  Canada : 6 août 2017 sur Starz / Super Channel
- France : 7 août 2017 sur OCS Choc

- États-Unis : 1,69 million de téléspectateurs[10] (première diffusion)

### Épisode 8:C'est fait
- États-Unis /  Canada : 13 août 2017 sur Starz / Super Channel
- France : 14 août 2017 sur OCS Choc

- États-Unis : 1,81 million de téléspectateurs[11] (première diffusion)

### Épisode 9:C'est pas moi!
- États-Unis /  Canada : 20 août 2017 sur Starz / Super Channel
- France : 21 août 2017 sur OCS Choc

- États-Unis : 1,90 million de téléspectateurs[12] (première diffusion)

### Épisode 10:Tu ne peux rien arranger
- États-Unis /  Canada : 3 septembre 2017 sur Starz / Super Channel
- France : 4 septembre 2017 sur OCS Choc

- États-Unis : 2,00 millions de téléspectateurs[13] (première diffusion)